# Tomba del Letto Funebre

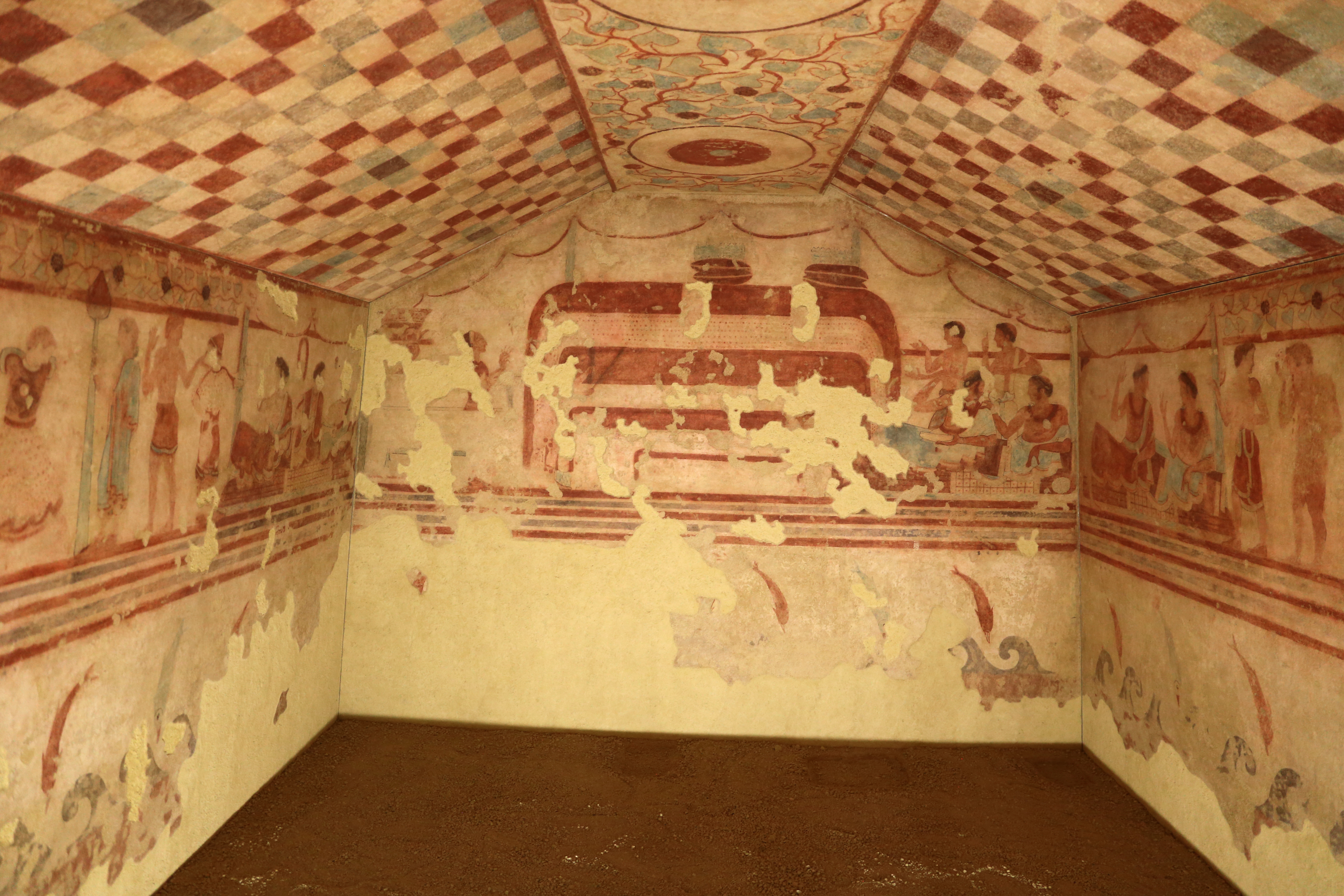
Ansicht der Grabkammer

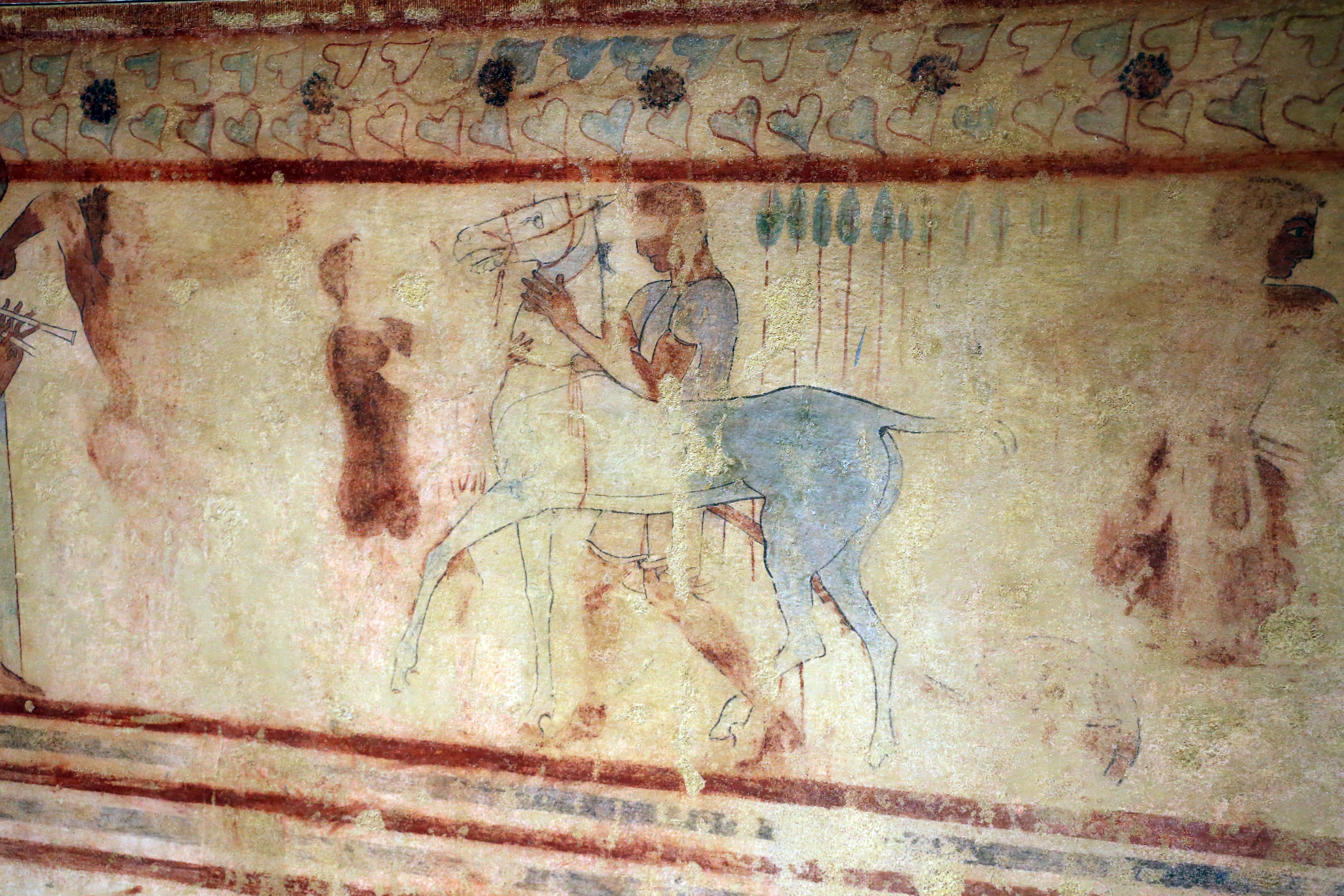
Pferd und Mann auf rechter Wand

Die Tomba del Letto Funebre („Grab des Totenbettes“) wurde im Jahr 1873 in der etruskischen Monterozzi-Nekropole in Tarquinia entdeckt und erhielt ihren Namen aufgrund eines großen gemalten Totenbettes auf der Rückwand der Grabkammer. Die Malereien sind zum Teil stark verblasst und nicht gut erhalten. Aus diesem Grund wurden sie von der Wand abgenommen und in das Museo Nazionale Etrusco di Villa Giulia nach Rom verbracht. Sie gelten als ein Höhepunkt etruskischer Malerei. Das Grab datiert um 460 v. Chr.
Das Grab bestand aus einer kleinen Kammer, die über einen Dromos betreten werden konnte. Die Kammer ist ausgemalt und kreiert die Illusion eines Zeltes. Das Dach wird von Pfosten getragen. Am oberen Rand der Wand findet sich ein gemalter Blätterfries. Die Hauptszene des Grabes an der Rückwand ist ein leeres Totenbett. Darauf liegen Kissen und zwei Hüte, die vielleicht symbolisch die Toten darstellen. Rechts und links vom Totenbett ist eine Bankettszene dargestellt. Verschiedene Personen liegen hier auf Klinen. Die Männer sind dabei von den Frauen getrennt. Die Frauen liegen links, die Männer rechts. Dies ist eher untypisch bei den Etruskern, wo Männer und Frauen normalerweise gemeinsam feiern. Auf der linken Wand folgen Musikanten, Tänzer und Athleten. Ähnliche Szenen findet man auf der rechten Seite, wo man auch ein Pferd und einen Pferdeknecht sieht. Weiter sind ein Boxer sowie ein Wagenlenker dargestellt, der die Deichsel eines Wagens spannt. Die Eingangswand zeigt, links und rechts vom Eingang, zwei Pferde.
Die Malereien in der Grabkammer weisen einige Ähnlichkeiten mit der Tomba del Triclinio und der Tomba Claudio Bettini auf. Es wird vermutet, dass diese Gräber von derselben Werkstatt ausgemalt wurden.